# Manoir de Cancouët
Le manoir de Cancouët est situé à Saint-Gravé en France.

## Localisation
Le manoir est situé sur le territoire de la commune de Saint-Gravé, au lieu-dit Cancouët, dans le département du Morbihan en région Bretagne.

## Description
Le manoir date du XVIe siècle, il occupe le sud d'un vaste enclos limité par de hauts murs au sommet taluté, dont les angles nord-est et nord-ouest sont garnis de tours de défense carrées en ruines. La chapelle au chevet à pans coupés aujourd'hui ruinée forme l'angle sud-ouest de l'enclos, au début de l'allée qui mène à la cour du manoir. Le logis occupe le côté nord de la cour et se compose de deux parties : à l'ouest, un premier logis dit à faux plan double en profondeur, avec tour d'escalier axiale saillant légèrement sur l'appentis postérieur, à l'est une seconde partie avec salle, avec un grand appentis postérieur. La porte d'entrée du XVIIe siècle, à fronton semi-circulaire s’est vue restituer le blason des Cancouët, qui n'existait plus en 1979 ; elle donne accès à un couloir divisant l'espace en deux pièces ; à gauche la salle dont l'ancienne cheminée engagée dans le pignon ouest conserve les corbeaux en pyramide renversée moulurés et les sommiers de l'ancien linteau. on lui a substitué une cheminée remployant des pieds-droits colonnettes du XVe siècle, provenant sans doute de l'étage, plus spectaculaires, le linteau mouluré étant en béton. À droite de la cheminée est percée une petite fenêtre (XVIe siècle). À partir de la salle, deux portes aujourd'hui séparées par une cloison moderne, donnent accès la première (en arc surbaissé en schiste gris) à l'ouest à une pièce en appentis aménagée au XVIe siècle dans laquelle subsistent piédroits chanfreinés et consoles en quart de rond en schiste d'une petite cheminée encadrée d'oculi. La seconde porte, aujourd'hui dans le couloir, ouvre dans la tour d'escalier, dans laquelle un escalier à vis à marches délardées en schiste conduit à l'étage. La pièce de droite a été dotée lors des travaux de réaménagement du XVIIe siècle, d'une cheminée simple à linteau et consoles en bois. La partie est a été entièrement remaniée et la grande cheminée établie au pignon est qui devait chauffer une salle est aujourd'hui masquée (linteau de granite, piédroits largement chanfreinés à base en flacons et consoles en quart de rond, proche de la petite cheminée aux vestiges conservés dans la partie en appentis nord-ouest). Le grand appentis postérieur abrite un cellier, éclairé de quatre oculi chanfreinés. À l'étage, quatre fenêtres à appui mouluré donnaient peut-être sur un couloir. A son extrémité est, l’appentis, en retrait, ouvert de deux petites fenêtres dont celle du rez-de-chaussée à appui mouluré ab deux petites fenêtres dont celle du rez-de-chaussée à appui mouluré abâtardi, était destiné aux garde-robe et latrines.Les communs à l'ouest de la cour, très bien conservés, sont ouverts d'une suite de trois portes en plein cintre surmontées de fenêtres. La pièce nord est l’ancienne boulangerie : la grande cheminée du pignon nord à consoles de pierre et linteau de bois, à hotte très débordante, s’accompagne de deux fours, saillant à l’extérieur du mur gouttereau ouest. On ne sait à quel usage était destinée la seconde pièce, étroite et séparée par un mur de refend de la pièce médiane. La partie sud est occupée par une remise, à grande porte charretière à linteau de bois élargie. Le comble autrefois accessible par un escalier extérieur desservant une porte haute en plain cintre passante, est orné de trois autres lucarnes en tuffeau de Loire. Leur décor, pilastres à décor d'entrelacs, postes et denticules ornant l’appui, est caractéristique de la seconde Renaissance. Deux d'entre elles portent dans le fronton un cartouche rond qui devait être sculpté des armes des Cancouët : d'argent au sanglier effrayé de sable défendu et allumé de même.

## Historique
Le manoir est signalé comme ancien dans la réformation de 1427, appartenant à "Jehan de Quenquoet et ouquel il demoure et y a sa métayrie entienne, et les y demourants sont francs". Dans la deuxième moitié du XVe siècle, Jean de Cancouët possède entre 300 (1464) et 200 livres de revenu noble. Il s'agit d'une très importante seigneurie, puisqu'au XVIe siècle, où elle appartient toujours à la famille de Cancouët, elle possède deux métairies nobles tandis qu'en 1666, sont signalées outre celles de Cancoët et la Gouderais, la métairie du Désert et la métairie de la fuie, plus le moulin du Létier sur la rivière Arz, les grands et petits moulins sur les étangs de Cancouët. Le fief a droit de justice.La famille de Cancouët reste en possession du manoir jusqu'en 1670, date de la mort d'Yves de Cancouët, sans héritiers qui transmet à Maurice de Rosmar. Le fief est vendu dès 1674 à Henri Ernault dont la fille vend en 1722 à Joseph de Castellan (seigneurie voisine de Saint-Martin).Le bâtiment du manoir remonte probablement au XVe siècle, mais a été fortement allongé vers l'est à la fin du XVIe siècle, puis a subi de nombreux remaniements au cours du XVIIe siècle. De la première période pourrait subsister la tour d'escalier, la cheminée du rez-de-chaussée, transférée de l'étage au rez-de-chaussée lors des restaurations du milieu du XXe siècle, ainsi que les consoles de la cheminée qui l'a précédé. Dans la deuxième moitié du XVIe siècle, à l'initiative de Jacob de Cancouet, le manoir est allongé vers l'est avec un long appentis postérieur. Sont aussi construits les communs ouest conservés, dont témoignent les lucarnes en calcaire, peut-être les dépendances au sud (ancienne métairie, en partie disparue) et peut-être la chapelle, aujourd'hui très ruinée ; cependant, la tradition attribue ces constructions au fils de Jacob de Cancouët, Jérôme, vivant au début du XVIIe siècle ; dans le logis, la porte d'accès au cellier semble aussi dater de cette période. A la fin du XVIIe siècle, probablement lors de la vente à Jean Ernault, de grands travaux sont entrepris : la façade du logis ouest est reprise, avec pour conséquence la modification de la distribution, la partie droite devenant une dépendance, la porte haute en plein cintre dans cette partie pouvant être imputée à cette époque ; il est possible d'ailleurs que la façade sud ait été entièrement reconstruite à cette occasion. La toiture avec son coyau supporté par une série de corbelets de bois date aussi de la même période. Au milieu du XXe siècle, le logis qui était devenu une ferme sans doute depuis l'achat par la famille de Castellan, la partie droite étant à usage de dépendance, redevient une maison. Les fenêtres du rez-de-chaussée à l'ouest sont fortement agrandies et des petites fenêtres de la partie est sont doublées. À la fin du XXe siècle, la partie est devient une habitation en totalité et sa façade sud est reprise avec ajout de fenêtres entourant la porte haute. Les reprises sont moins importantes dans la partie ouest, puisque seules les fenêtres du rez-de-chaussée précédemment élargies sont divisées par un meneau. Depuis l’enquête de 1979, l'escalier extérieur desservant le sud du comble des communs a disparu.
Il est inscrit à l'inventaire général du patrimoine culturel.